# Scuderia AlphaTauri
Scuderia AlphaTauri je tým Formule 1, jenž vznikl v roce 2019 přejmenováním týmu Scuderia Toro Rosso. Přejmenování schválila FIA dne 16. října 2019. Alpha Tauri je módní značka koncernu Red Bull, kterou hodlá prostřednictvím svého sesterského týmu propagovat. Tým odebíral stejně jako Toro Rosso a mateřský Red Bull Racing pohonné jednotky Honda. 
V úvodní sezóně 2020 byli jezdci týmu potvrzeni Daniil Kvjat (potvrzen 21. září 2019 u Toro Rosso, nicméně změna názvu na kontrakt neměla vliv) a Pierre Gasly (v polovině sezóny 2019 prohodil s Alexanderem Albonem ve vozech stájí Toro Rosso a Red Bull Racing). V dalších letech za tým závodili Júki Cunoda, Daniel Ricciardo, Nyck de Vries a na jeden závod také rezervní jezdec týmu Liam Lawson (kvůli zranění během Grand Prix Nizozemska 2023 dočasně nahradil Daniela Ricciarda).
Největšího úspěchu dosáhl s týmem Gasly, který dokázal zvítězit ve Velké ceně Itálie 2020.
Od roku 2024 působí tým ve Formuli 1 jako RB Formula One Team.

## Jezdci a monoposty
| Sezóna | Tým                       | Šasi   | Motor               | Pneu   | No.        | Jezdci                                                 | Závody | Výhry | 2. místo | 3. místo | PP | NK | Body | Umístění |
| ------ | ------------------------- | ------ | ------------------- | ------ | ---------- | ------------------------------------------------------ | ------ | ----- | -------- | -------- | -- | -- | ---- | -------- |
| 2020   | Scuderia AlphaTauri Honda | AT01   | Honda 1.6 V6 Hybrid | P      | 10 26      | Pierre Gasly Daniil Kvjat                              | 17     | 1     | –        | –        | –  | –  | 107  | 7.       |
| 2021   | Scuderia AlphaTauri Honda | AT02   | Honda 1.6 V6 Hybrid | P      | 10 22      | Pierre Gasly Júki Cunoda                               | 22     | –     | –        | 1        | –  | 1  | 142  | 6.       |
| 2022   | Scuderia AlphaTauri       | AT03   | RBPT 1.6 V6 Hybrid  | P      | 10 22      | Pierre Gasly Júki Cunoda                               | 22     | –     | –        | –        | –  | –  | 35   | 9.       |
| 2023   | Scuderia AlphaTauri       | AT04   | Honda RBPTH001      | P      | 3 10 22 40 | Daniel Ricciardo Nyck de Vries Júki Cunoda Liam Lawson | 22     | –     | –        | –        | –  | 1  | 25   | 8.       |
| Celkem | Celkem                    | Celkem | Celkem              | Celkem | Celkem     | Celkem                                                 | 83     | 1     | 0        | 1        | 0  | 2  | 309  |          |

### Přehled jezdců
| Jezdec           | Sezóny    | Závody | Body | Výhry | 2. místo | 3. místo | PP | NK | Nejlepší umístění |
| ---------------- | --------- | ------ | ---- | ----- | -------- | -------- | -- | -- | ----------------- |
| Pierre Gasly     | 2020–2022 | 61     | 208  | 1     | –        | 1        | –  | 1  | 9. (2021)         |
| Daniil Kvjat     | 2020      | 17     | 32   | –     | –        | –        | –  | –  | 14. (2020)        |
| Júki Cunoda      | 2021–2023 | 63     | 61   | –     | –        | –        | –  | 1  | 14. (2021, 2023)  |
| Daniel Ricciardo | 2023      | 46     | 36   | –     | –        | –        | –  | –  | 14. (2013)        |
| Nyck de Vries    | 2023      | 10     | –    | –     | –        | –        | –  | –  | 22. (2023)        |
| Liam Lawson      | 2023      | 5      | 2    | –     | –        | –        | –  | –  | 20. (2023)        |

## Kompletní výsledky ve Formuli 1
| Legenda k tabulce | Legenda k tabulce                                                                       |
| Barva             | Výsledek                                                                                |
| ----------------- | --------------------------------------------------------------------------------------- |
| Zlatá             | Vítěz                                                                                   |
| Stříbrná          | 2. místo                                                                                |
| Bronzová          | 3. místo                                                                                |
| Zelená            | Bodované umístění                                                                       |
| Modrá             | Nebodované umístění                                                                     |
| Modrá             | Dokončil neklasifikován (NC)                                                            |
| Fialová           | Odstoupil (Ret)                                                                         |
| Červená           | Nekvalifikoval se (DNQ)                                                                 |
| Červená           | Nepředkvalifikoval se (DNPQ)                                                            |
| Černá             | Diskvalifikován (DSQ)                                                                   |
| Bílá              | Nestartoval (DNS)                                                                       |
| Bílá              | Závod zrušen (C)                                                                        |
| Světle modrá      | Pouze trénoval (PO)                                                                     |
| Světle modrá      | Páteční testovací jezdec (TD)                                                           |
| Bez barvy         | Netrénoval (DNP)                                                                        |
| Bez barvy         | Vyřazen (EX)                                                                            |
| Bez barvy         | Nepřijel (DNA)                                                                          |
| Bez barvy         | Odvolal účast (WD)                                                                      |
| Bez barvy         | Nezúčastnil se (prázdné)                                                                |
| Označení          | Význam                                                                                  |
| Tučnost           | Pole position                                                                           |
| Kurzíva           | Nejrychlejší kolo                                                                       |
| †                 | Jezdec nedojel do cíle, ale byl klasifikován, protože odjel více než 90 % délky závodu. |
| ‡                 | Byl udělován poloviční počet bodů, protože bylo odjeto méně než 75 % délky závodu.      |
| Horní index       | Umístění bodujících jezdců ve sprintu                                                   |

| Rok  | Šasi | Jezdci           | 1   | 2   | 3   | 4   | 5   | 6   | 7   | 8   | 9   | 10  | 11  | 12  | 13  | 14  | 15  | 16  | 17  | 18  | 19  | 20  | 21  | 22  | Body | Umístění |
| ---- | ---- | ---------------- | --- | --- | --- | --- | --- | --- | --- | --- | --- | --- | --- | --- | --- | --- | --- | --- | --- | --- | --- | --- | --- | --- | ---- | -------- |
| 2020 | AT01 |                  | AUT | STY | HUN | GBR | 70A | ESP | BEL | ITA | TUS | RUS | EIF | POR | EMI | TUR | BHR | SKR | ABU |     |     |     |     |     | 107  | 7. místo |
| 2020 | AT01 | Pierre Gasly     | 7   | 15  | Ret | 7   | 11  | 9   | 8   | 1   | Ret | 9   | 6   | 5   | Ret | 13  | 6   | 11  | 8   |     |     |     |     |     | 107  | 7. místo |
| 2020 | AT01 | Daniil Kvjat     | 12† | 10  | 12  | Ret | 10  | 12  | 11  | 9   | 7   | 8   | 15  | 19  | 4   | 12  | 11  | 7   | 11  |     |     |     |     |     | 107  | 7. místo |
| 2021 | AT02 |                  | BHR | EMI | POR | ESP | MON | AZE | FRA | STY | AUT | GBR | HUN | BEL | NED | ITA | RUS | TUR | USA | MXC | SAP | QAT | SAU | ABU | 142  | 6. místo |
| 2021 | AT02 | Pierre Gasly     | 17† | 7   | 10  | 10  | 6   | 3   | 7   | Ret | 9   | 11  | 5   | 6   | 4   | Ret | 13  | 6   | Ret | 4   | 7   | 11  | 6   | 5   | 142  | 6. místo |
| 2021 | AT02 | Júki Cunoda      | 9   | 12  | 15  | Ret | 16  | 7   | 13  | 10  | 12  | 10  | 6   | 15  | Ret | DNS | 17  | 14  | 9   | Ret | 15  | 13  | 14  | 4   | 142  | 6. místo |
| 2022 | AT03 |                  | BHR | SAU | AUS | EMI | MIA | ESP | MON | AZE | CAN | GBR | AUT | FRA | HUN | BEL | NED | ITA | SIN | JPN | USA | MXC | SAP | ABU | 35   | 9. místo |
| 2022 | AT03 | Pierre Gasly     | Ret | 8   | 9   | 12  | Ret | 13  | 11  | 5   | 14  | Ret | 15  | 12  | 12  | 9   | 11  | 8   | 10  | 18  | 14  | 11  | 14  | 14  | 35   | 9. místo |
| 2022 | AT03 | Júki Cunoda      | 8   | DNS | 15  | 7   | 12  | 10  | 17  | 13  | Ret | 14  | 16  | Ret | 19  | 13  | Ret | 14  | Ret | 13  | 10  | Ret | 17  | 11  | 35   | 9. místo |
| 2023 | AT04 |                  | BHR | SAU | AUS | AZE | MIA | MON | ESP | CAN | AUT | GBR | HUN | BEL | NED | ITA | SIN | JPN | QAT | USA | MXC | SAP | VEG | ABU | 25   | 8. místo |
| 2023 | AT04 | Daniel Ricciardo |     |     |     |     |     |     |     |     |     |     | 13  | 16  | PO  | PO  | PO  | PO  | PO  | 15  | 7   | 13  | 14  | 11  | 25   | 8. místo |
| 2023 | AT04 | Nyck de Vries    | 14  | 14  | 15† | Ret | 18  | 12  | 14  | 18  | 17  | 17  |     |     |     |     |     |     |     |     |     |     |     |     | 25   | 8. místo |
| 2023 | AT04 | Júki Cunoda      | 11  | 11  | 10  | 10  | 11  | 15  | 12  | 14  | 19  | 16  | 15  | 10  | 16  | DNS | Ret | 12  | 15  | 8   | 12  | 96  | 18† | 8   | 25   | 8. místo |
| 2023 | AT04 | Liam Lawson      |     |     |     |     |     |     |     |     |     |     |     |     | 13  | 11  | 9   | 11  | 17  |     |     |     |     |     | 25   | 8. místo |